# D'Admiraal
D'Admiraal is een krijt- en trasmolen aan het Noordhollands Kanaal in Amsterdam (Stadsdeel Noord). Deze molen is het laatst overgebleven exemplaar van dit type. Op de baard staat 1792 en op de achterbaard d'admiraal.

## Geschiedenis
De molen werd in 1792 door Symon Krol gebouwd, in opdracht van Elizabeth Admiraal
Aanvankelijk werd de molen gebruikt om tras te maken. Hierbij werd tufsteen gemalen dat afkomstig was uit het Eifelgebergte. De tras werd met kalk gemengd tot mortel. In 1896 werd een stoommachine bijgeplaatst; later een dieselmotor en weer later een elektromotor. Omstreeks 1900 ging men krijt malen voor de verfindustrie.

## Beschrijving

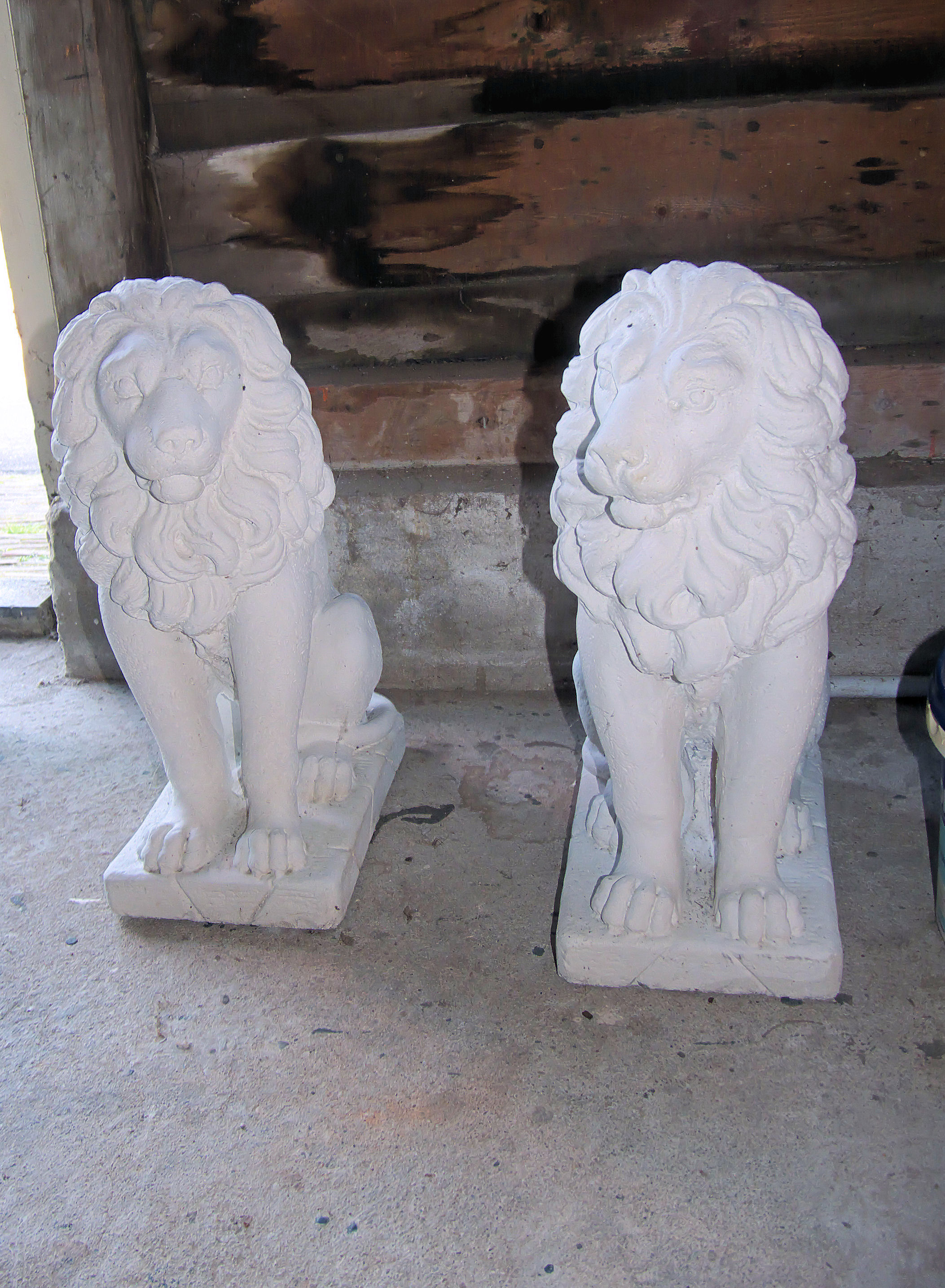
De leeuwtjes

De molen is een houten achtkant met gepotdekselde weeg en heeft een stelling. De kap en de houten achtkant zijn bedekt met riet. Op de stelling hebben vroeger twee leeuwtjes gestaan, die verwezen naar Roelof de Leeuw; wijlen de echtgenoot van Elizabeth Admiraal. In 2009 zijn twee nieuwe leeuwtjes op de stelling geplaatst. De houten achtkant staat boven op de schuur, die merbaubinten heeft, omdat de toenmalige eigenaar houthandelaar in merbau was.
De gietijzeren bovenas uit 1876 is van de firma De Prins van Oranje uit Den Haag, en is bijna geheel omkleed met houten vulstukken.
Het gevlucht bestaat uit fokwieken met steekborden. De fok loopt achter de roe door tot het begin van de heklatten. De in 1999 gestoken roeden van gelast staal zijn van de firma Derckx uit Wessem, ter vervanging van de gelast stalen roeden uit 1967, die door de firma Conijn gemaakt waren. De nieuwe roeden zijn 17,10 m lang, terwijl de oude binnenroede 16,80 m was en de oude buitenroede 17,10 m. Daarvoor had de molen geklonken, ijzeren potroeden, die 16,92 m lang waren.
De wieken worden op de wind gezet met een windkoppel op de staart en een kruireep. De kap van de molen heeft in 1995 een Engels kruiwerk gekregen, waarop de kap draait. Daarvoor was er een neutenkruiwerk.
De molen wordt gevangen (geremd) met een stutvang (Hollandse vang), die vanaf de stelling bediend wordt met een wipstok. De vangbalk is verzwaard met een oud halslager voor een houten bovenas en rust bij de draaiende molen op een duim.
De bovenbonkelaar kan in en uit het bovenwiel gedraaid worden door aan een hendel te draaien die een schroef in beweging brengt, waarbij de gehele bonkelaar omhoog of omlaag gaat langs de koningsspil. Onderaan de koningsspil zit het steenrondsel dat het steenwiel in beweging brengt. Net onder het steenrondsel zit de onderbonkelaar die ervoor zorgt dat de buil kan ronddraaien.
De molen is gerestaureerd in 1966/1967 en in 1999 nogmaals, en is bedrijfsvaardig. Hij maalt regelmatig diverse producten met een koppel kantstenen op het doodbed. Het vermalen product wordt van het doodbed in een trechter geschoven, waarna het met een jakobsladder naar een buil gevoerd wordt alwaar het gezeefd wordt. De grove delen worden teruggevoerd op het doodbed.
De huidige (vrijwillige) molenaar is Harm-Ydo Hilberdink.

## Overbrengingen

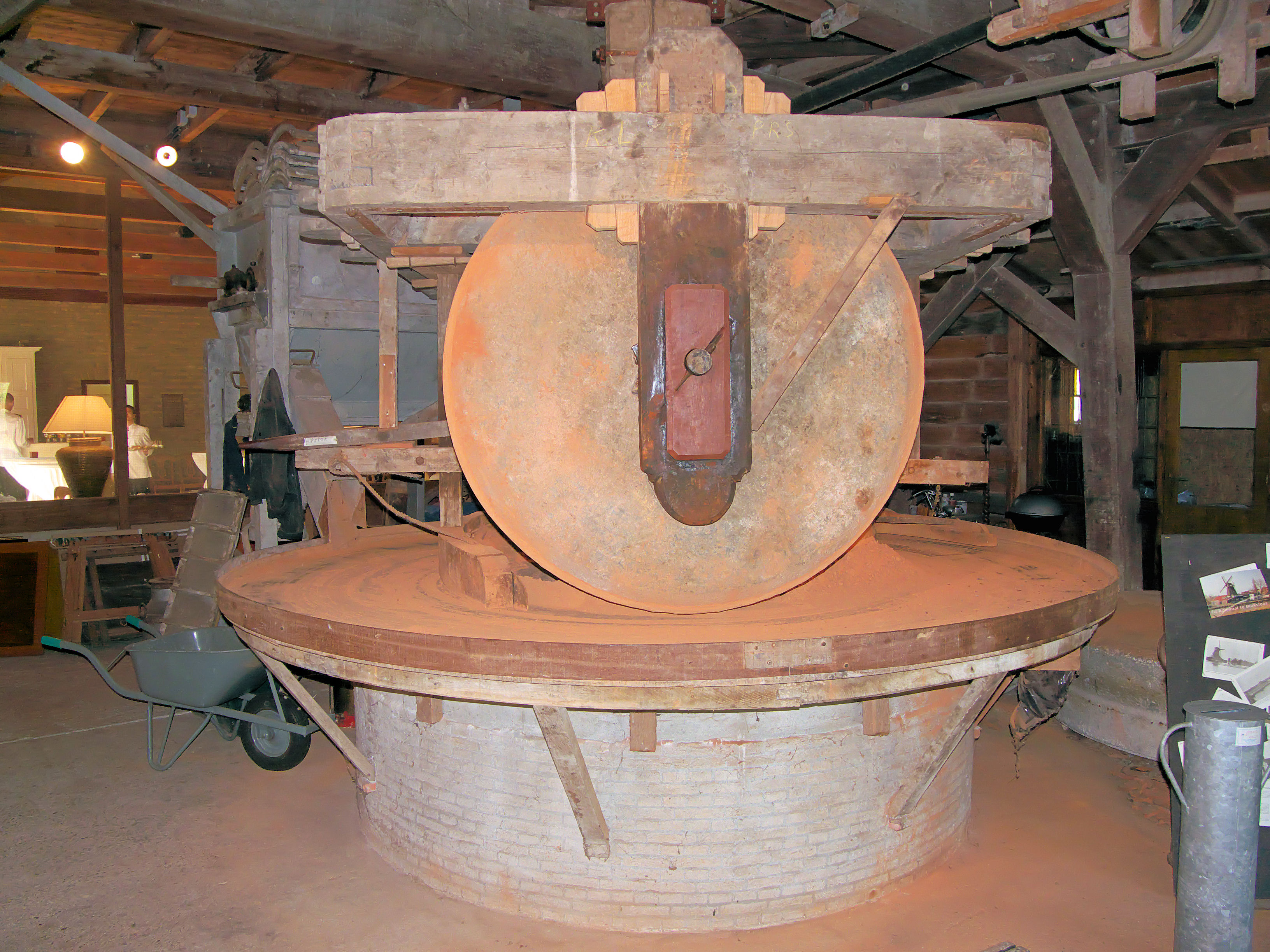
De kantstenen op het doodbed tijdens het malen van dakpannen, met daarachter de buil.

- De overbrengingsverhouding is 1 : 0,31.
- Het bovenwiel heeft 36 kammen en de bovenbonkelaar heeft 24 kammen. De koningsspil draait hierdoor 1,5 keer sneller dan de bovenas. De steek, de afstand tussen de kammen, is 14 cm.
- Het steenrondsel heeft 15 staven en het steenwiel 72 kammen. Het steenwiel draait hierdoor 0,21 keer sneller dan de koningsspil en 0,31 keer sneller dan de bovenas. De steek is 12,5 cm.

## Eigenaren
- 1792-1793 - Elizabeth Admiraal
- 1793-1806 - erven Admiraal
- 1806-1818 - Jan Spaans
- 1818-1842 - Timon Grool
- 1842-1877 - Simon Grool
- 1877-1888 - Karel Hendrik Ditmar
- 1888-1897 - Willem Johan Melchers
- 1897-1955 - Daniël Melchers
- 1955-1965 - N.V. Grint- en Zandhandel v/h D. van Baarsen
- 1965-heden - Stichting Krijtmolen d'Admiraal

## Fotogalerij

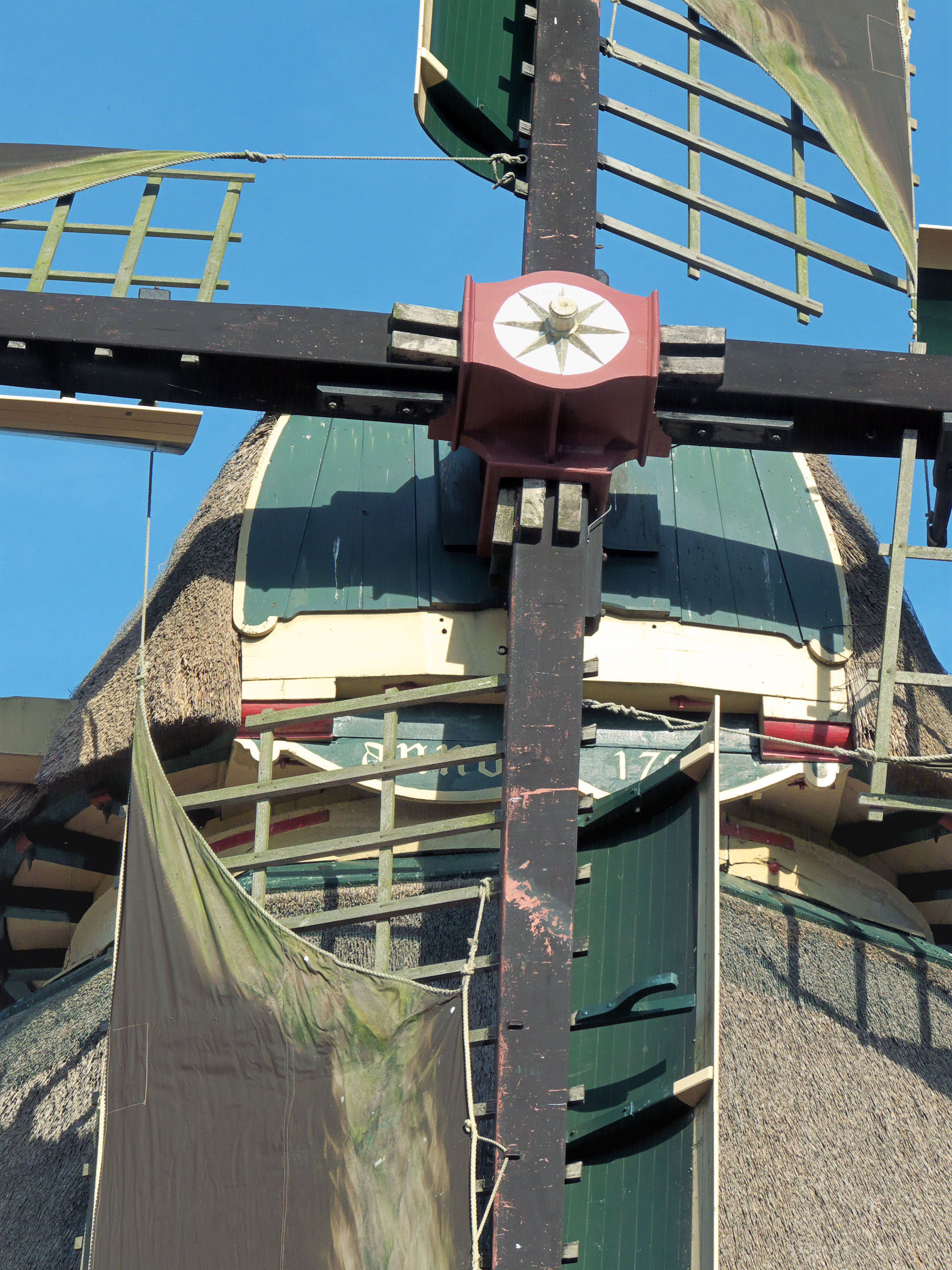
Askop
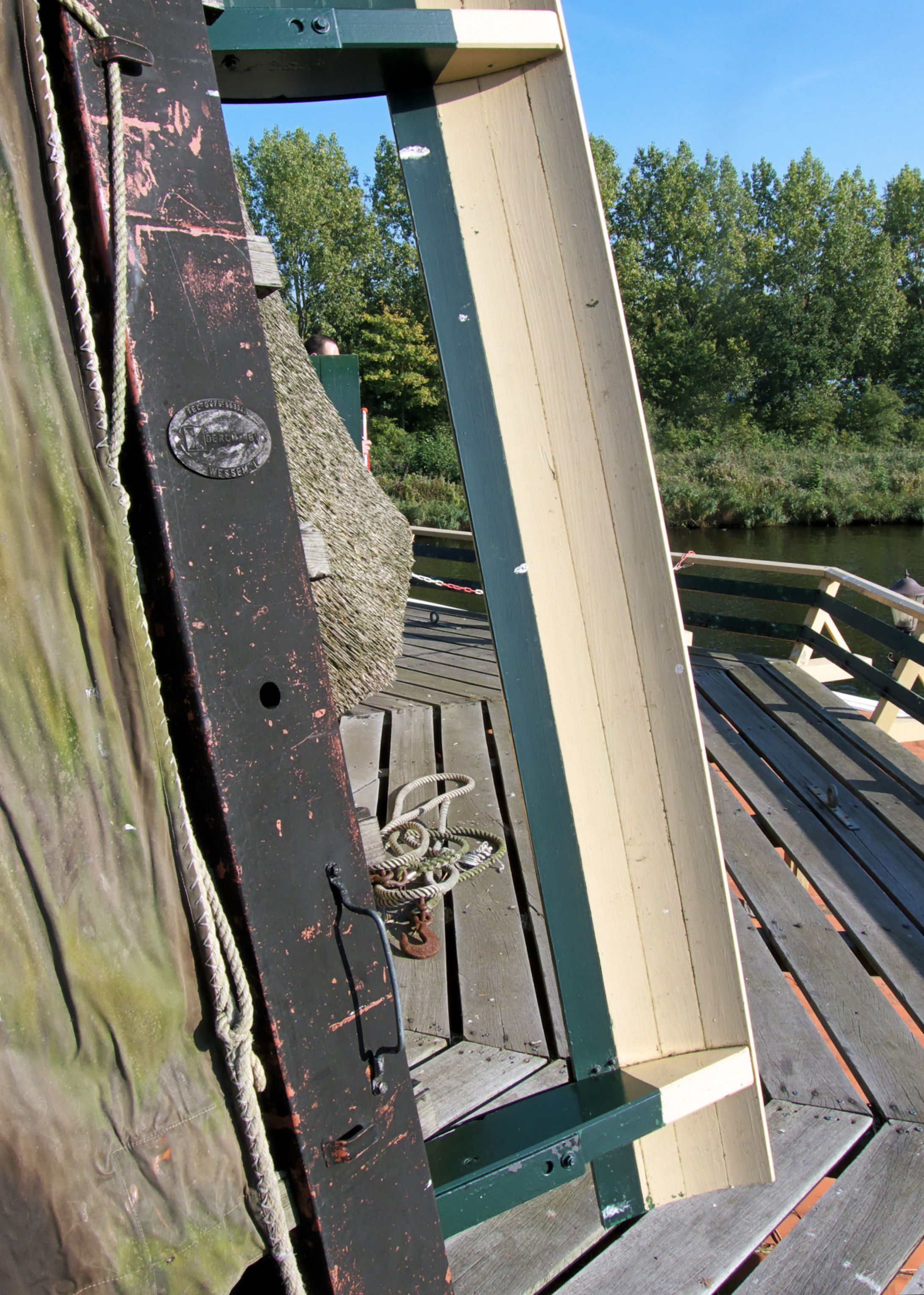
Fokwiek met uitgenomen steekbord
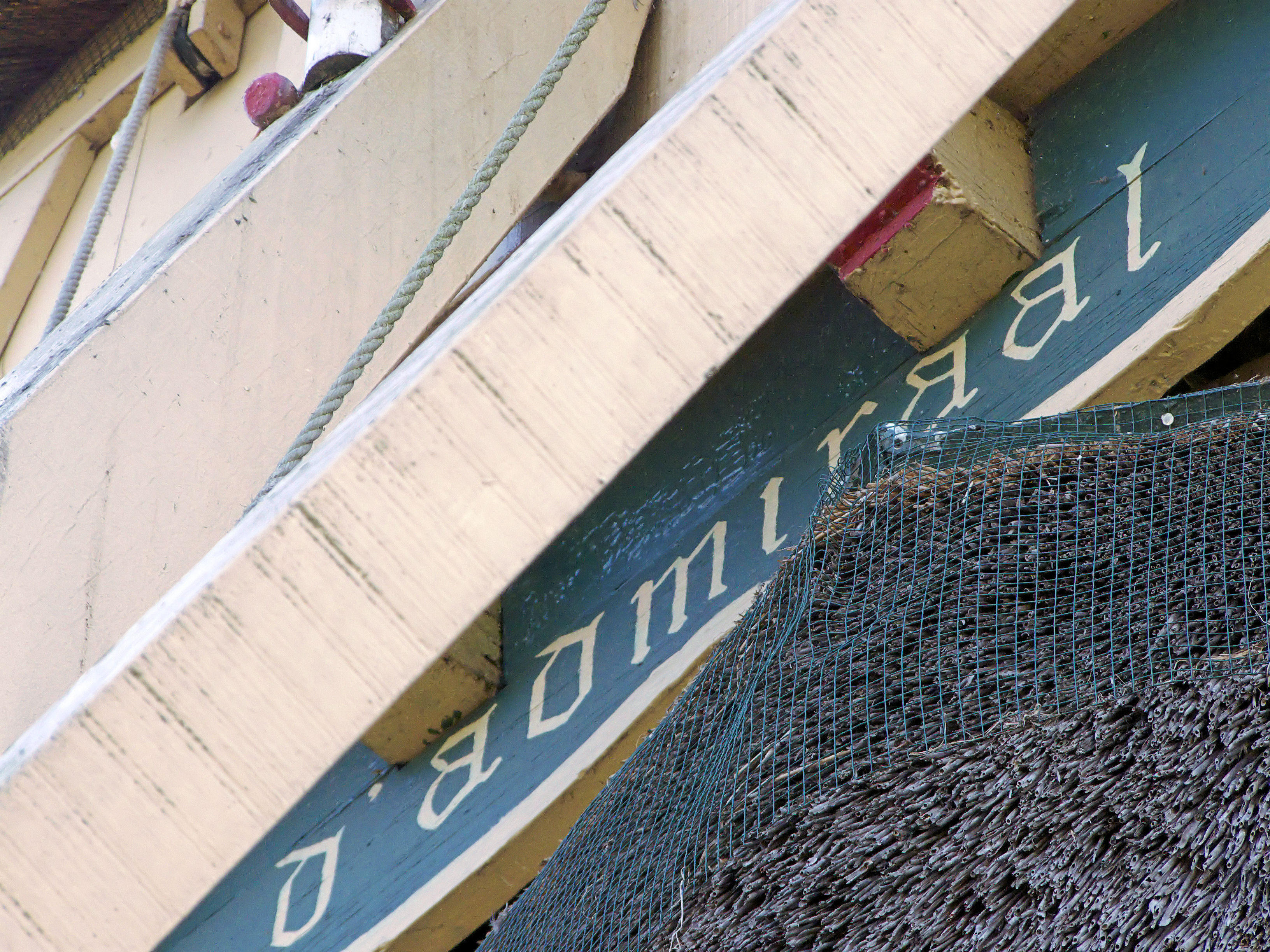
Achterbaard
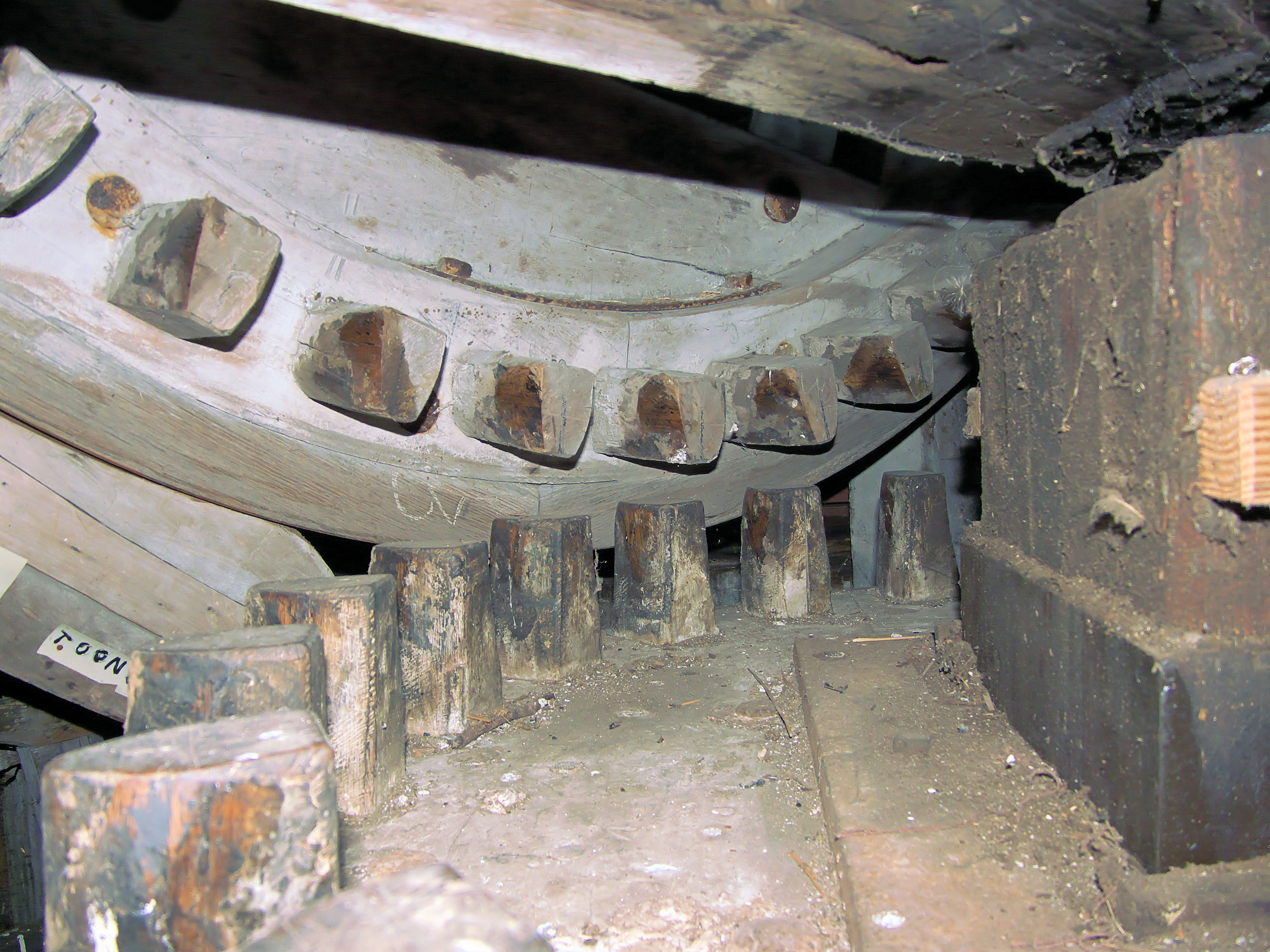
Bovenbonkelaar uit het bovenwiel gezet
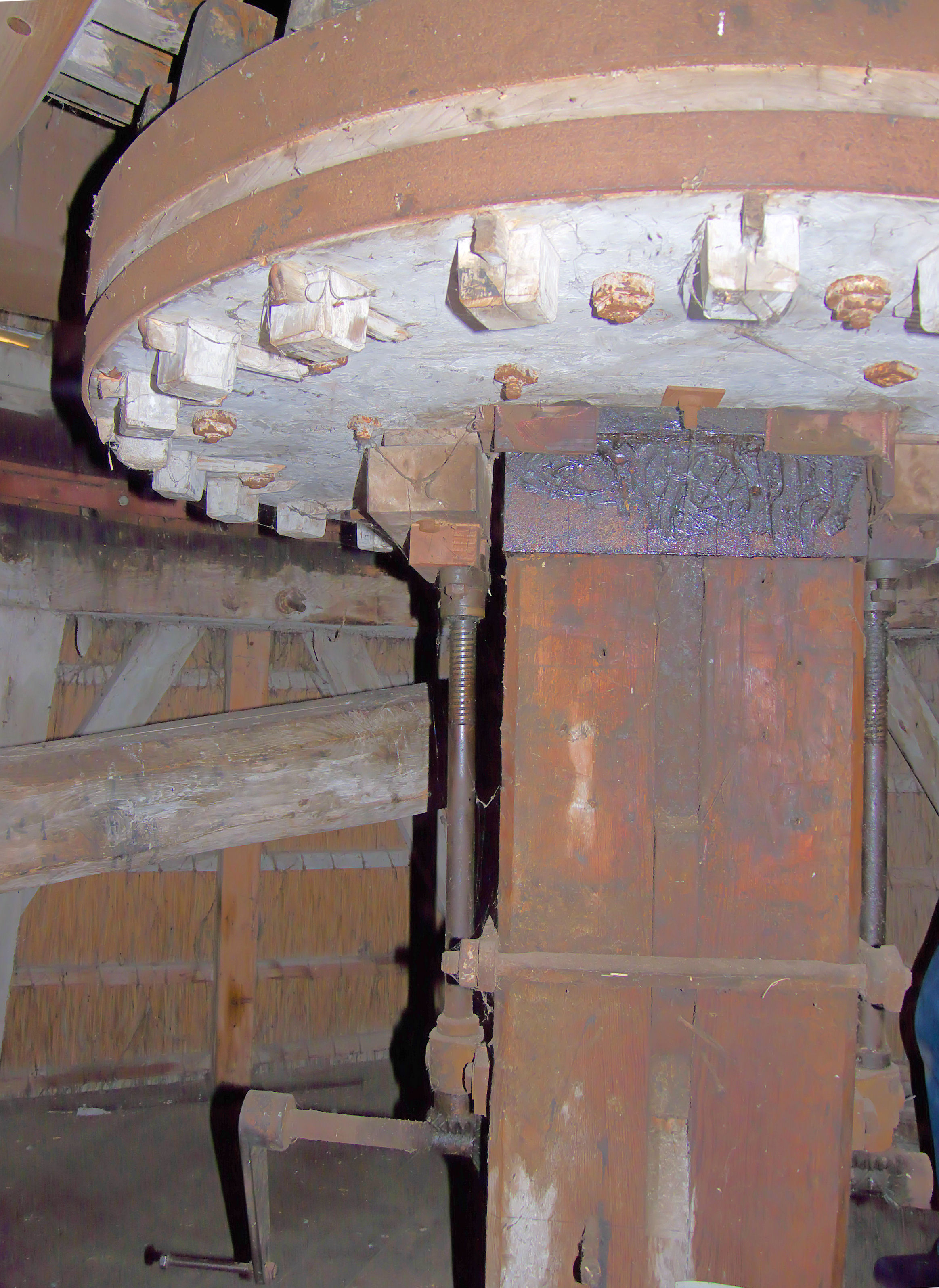
Mechanisch verstelbare bovenbonkelaar
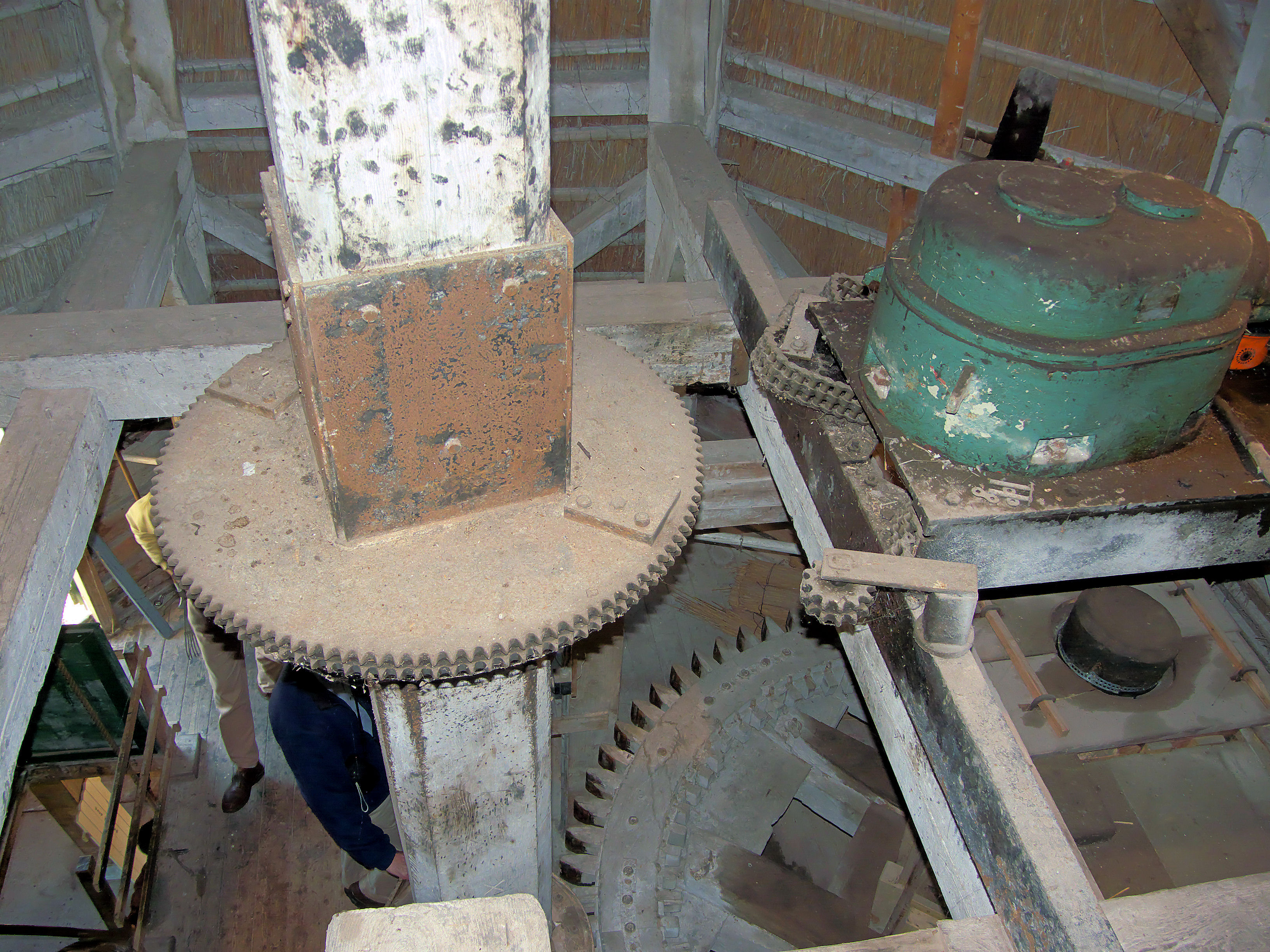
Aandrijving koningsspil met elektromotor
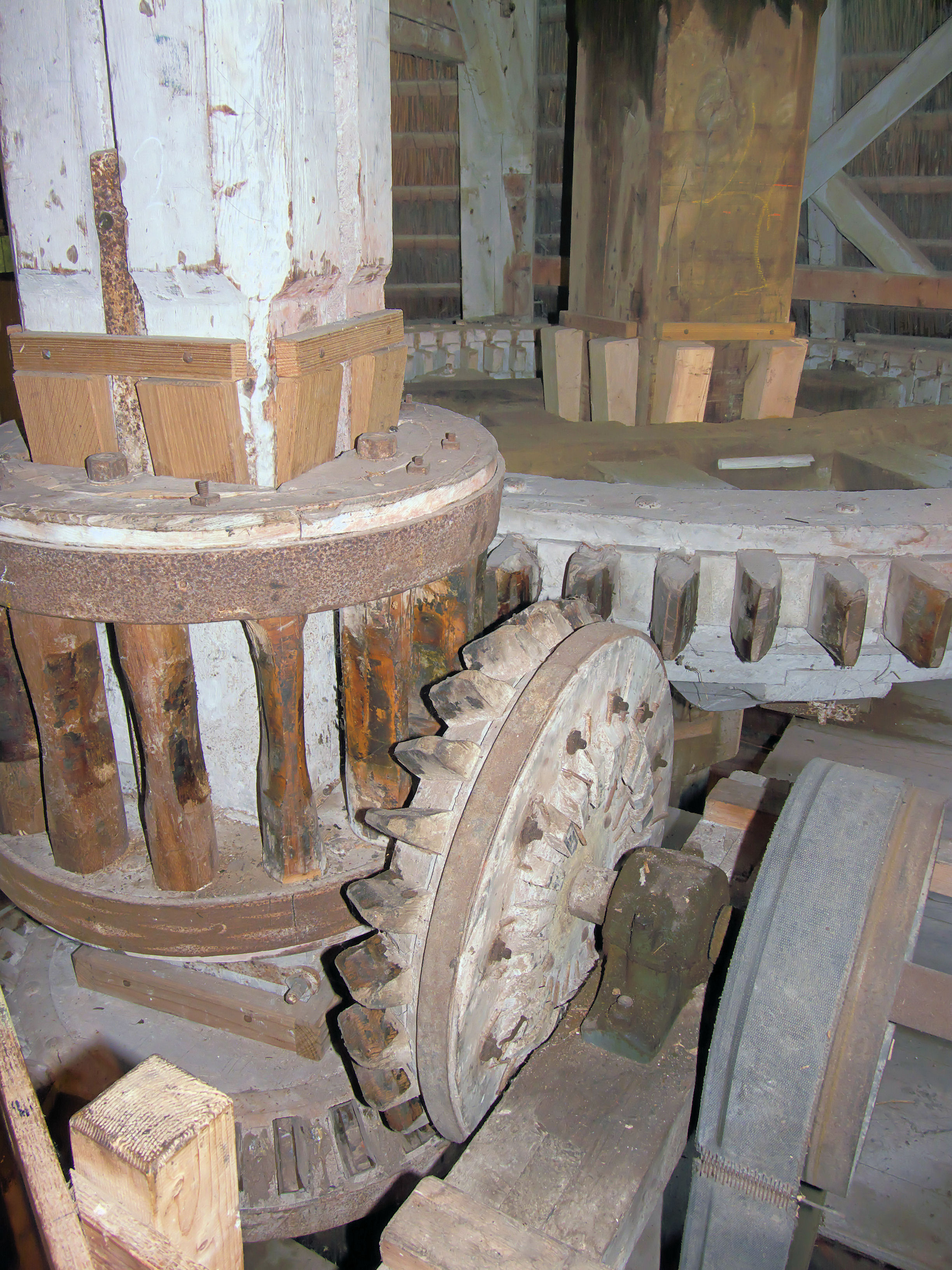
Steenrondsel en onderbonkelaar op koningsspil met bonkelaar voor de buil en steenwiel kantstenen
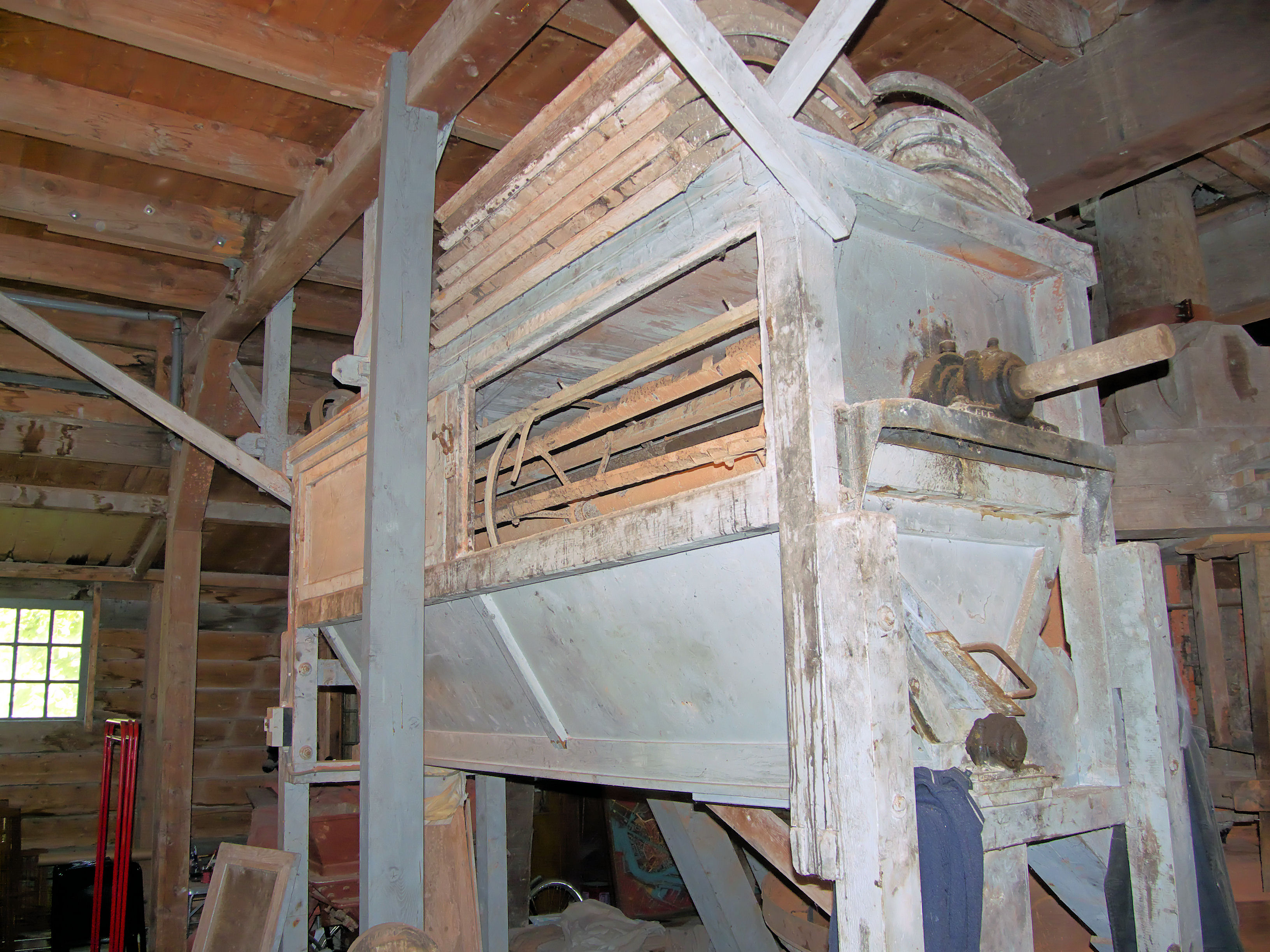
Buil
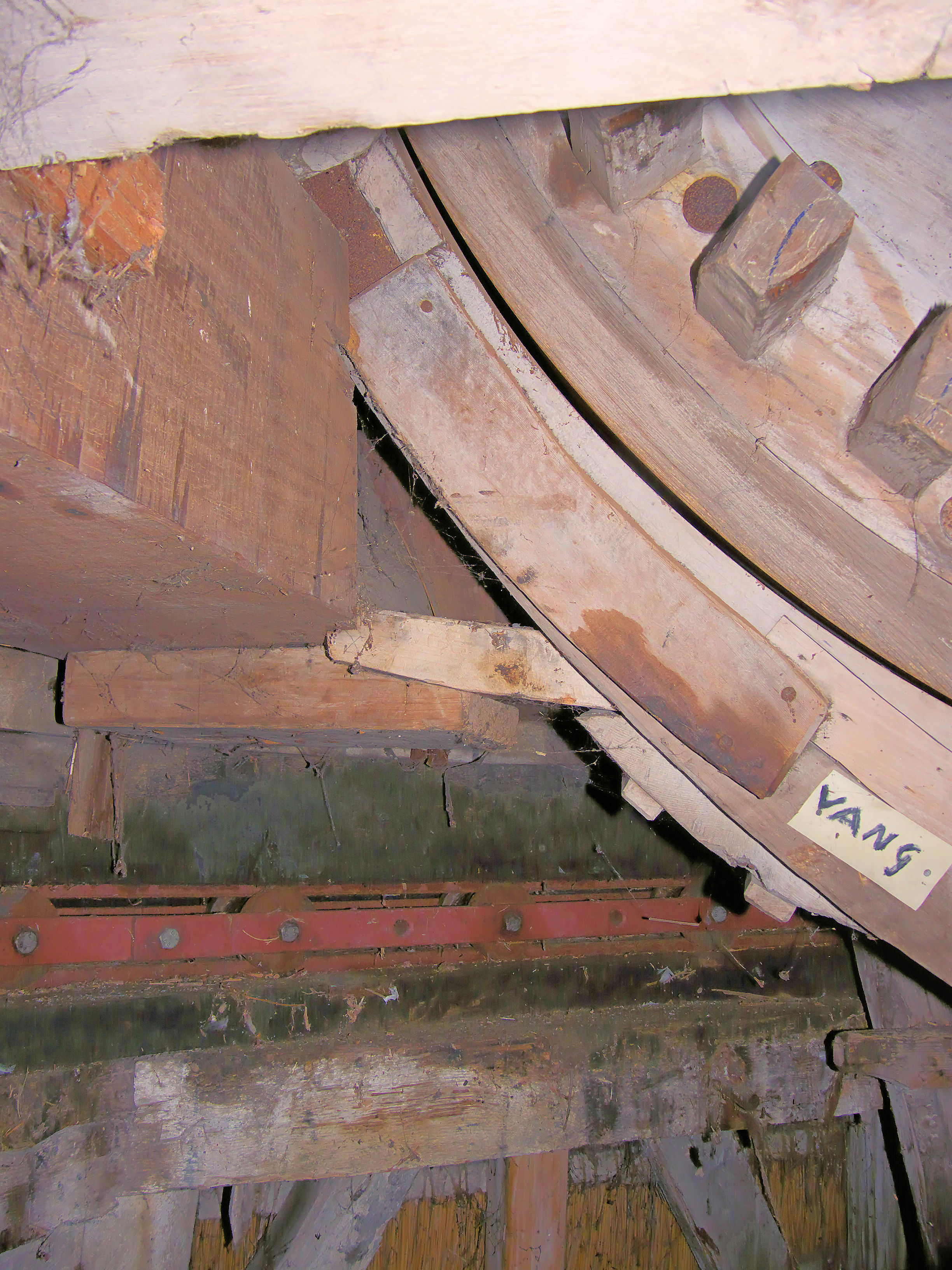
Stut van de stutvang
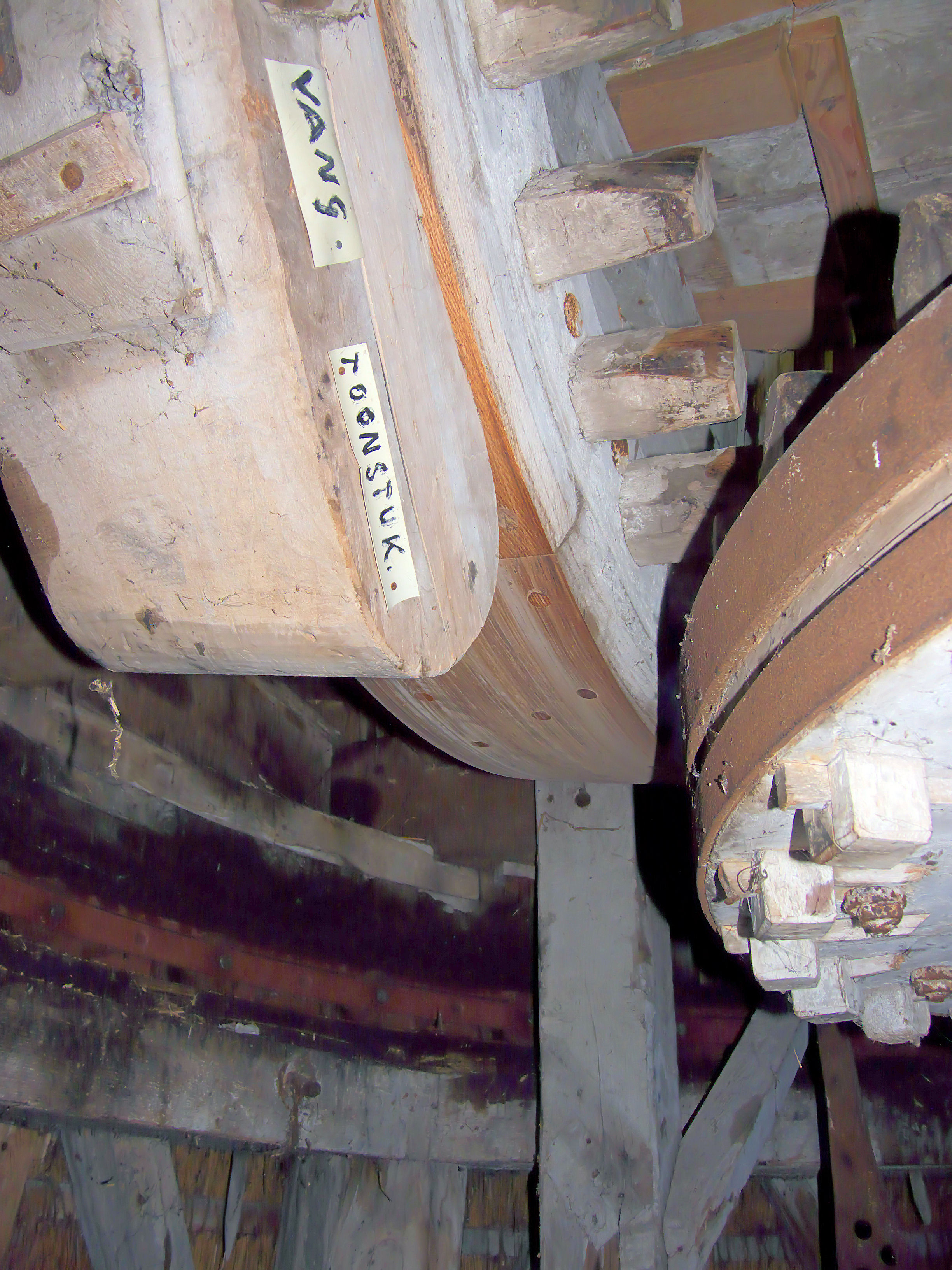
Belegstukken om bovenwiel
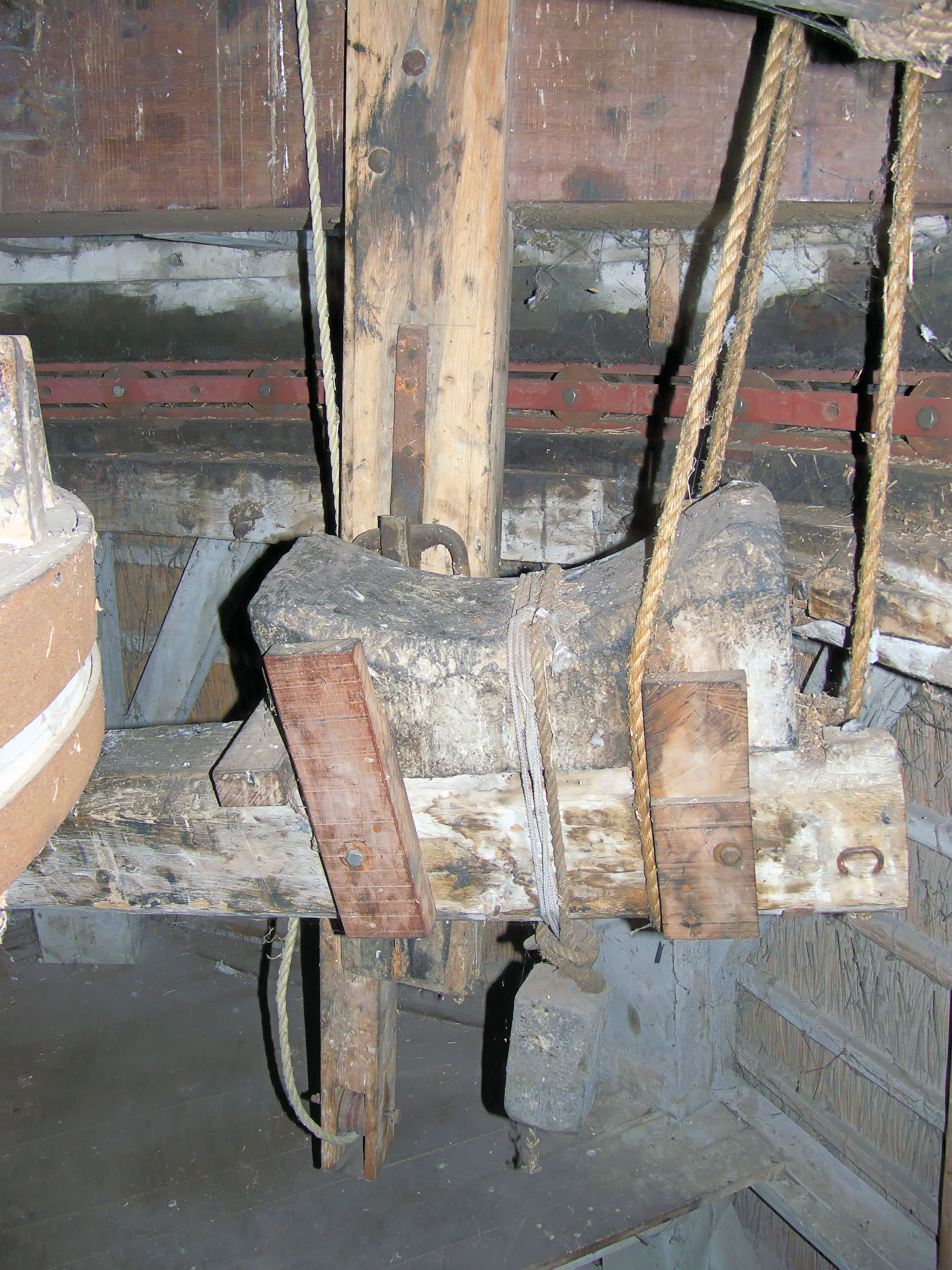
Verzwaarde vangbalk met halssteen en duim
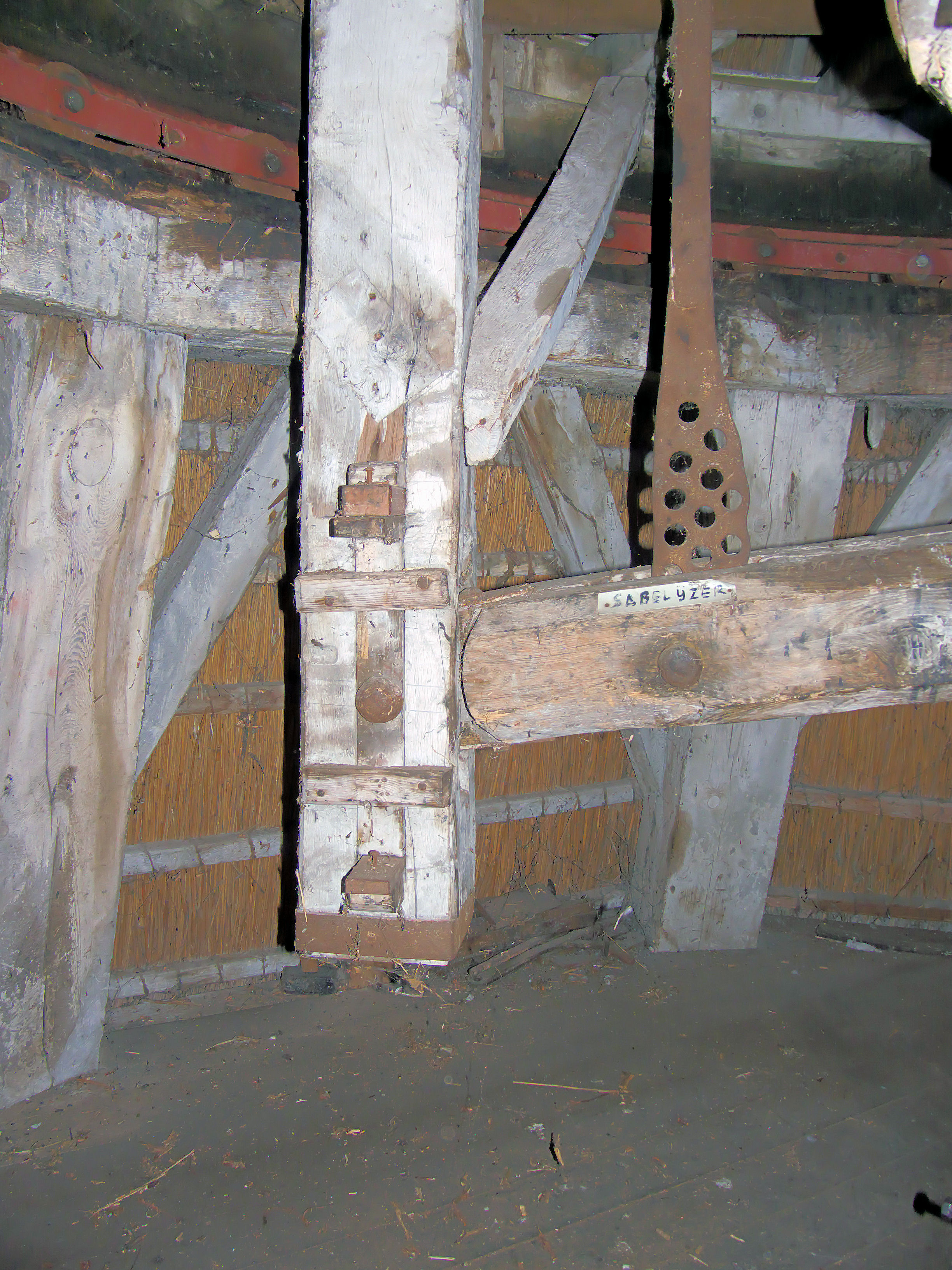
Ezel met schuif en vangbalk